# RhB řada Ge 6/6 I
Ge 6/6 I je šestinápravová elektrická lokomotiva Rhétské dráhy (RhB). Její konstrukce i tvar mají velmi blízko k lokomotivám řad Ce 6/8II a Ce 6/8III SBB, proto jsou nazývány přezdívkou krokodýl.

## Vznik a vývoj

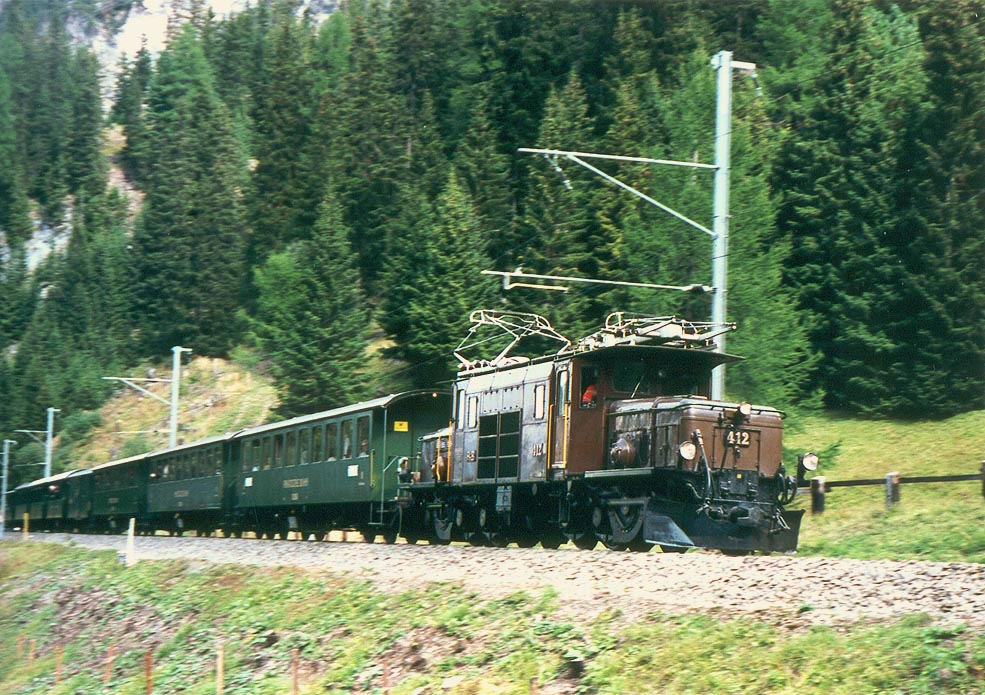
Dnes již sešrotovaná 412 s nostalgickým vlakem na albulské dráze.

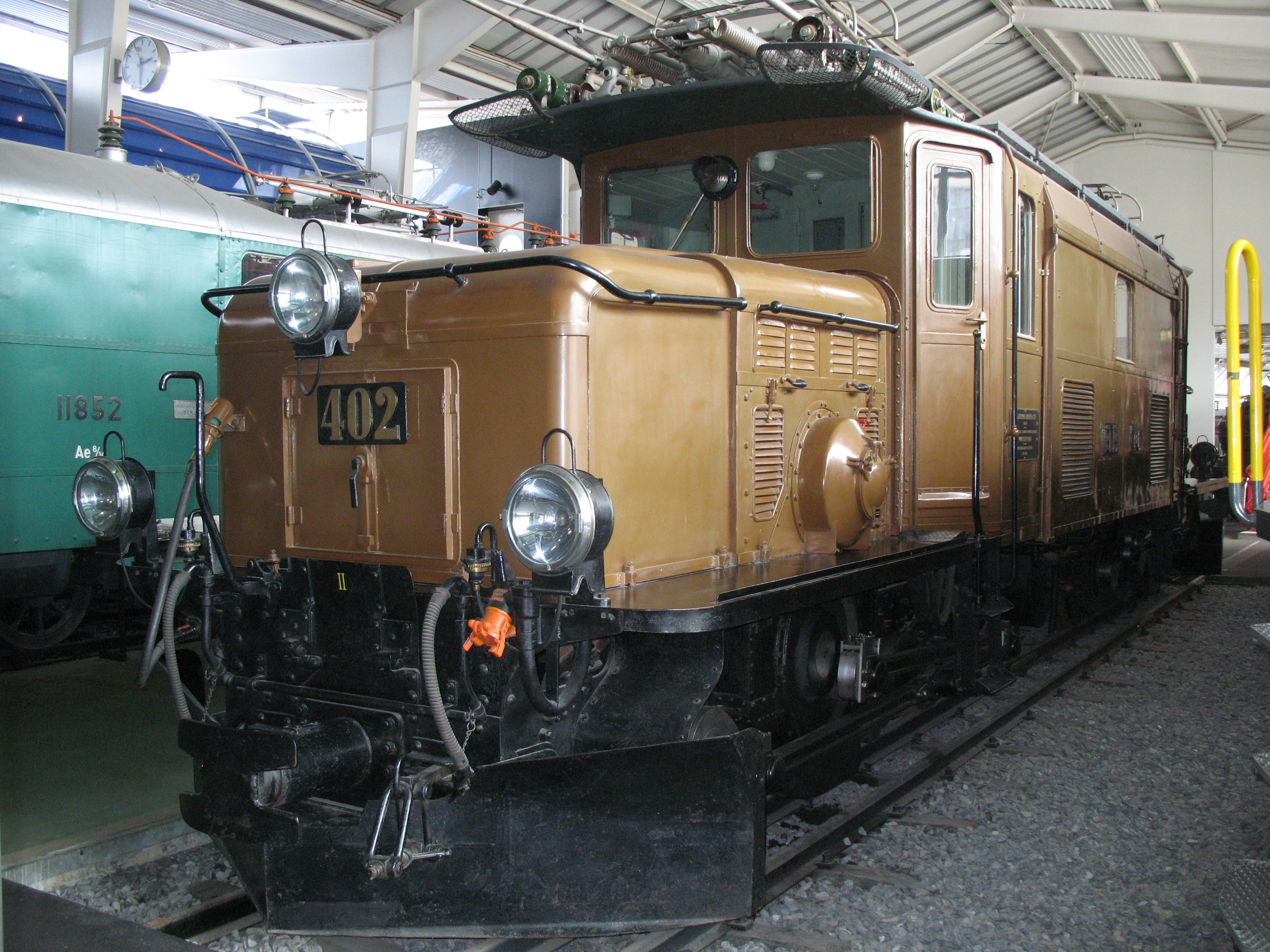
Ge 6/6^{I} 402

Prvních šest lokomotiv této řady objednala RhB roku 1921 pro albulskou dráhu, elektrifikovanou roku 1919, neboť dosavadní typy elektrických lokomotiv RhB se pro tuto trať ukázaly být slabé a nedostatečně výkonné. Lokomotivy byly dodány v roce 1921, dostaly řadové označení Ge 6/6 a čísla 401–406. Lokomotivy dodalo konsorcium firem SLM, BBC a MFO. Další lokomotivy byly objednány v souvislosti s dokončením elektrizace trati Landquart–Davos. Celkem zařadila RhB do svého stavu 15 lokomotiv této řady, které pocházely ze čtyř dodávek – hned v následujícím roce po dodání prvních šesti lokomotiv následovaly lokomotivy 407–410, v roce 1925 pak stroje s čísly 411 a 412, a poslední tři byly dodány v roce 1929.

## Provoz
Lokomotivy Ge 6/6 umožnily RhB zcela ukončit parní provoz. Byly používány především k vozbě těžkých osobních i nákladních vlaků, včetně známého Glacier Expressu. Po více než 50 letech provozu byla v roce 1974 vyřazena po nehodě první z těchto lokomotiv. Avšak již od roku 1958 začaly být tyto lokomotivy postupně vytlačovány na méně náročné výkony novými lokomotivami řady Ge 6/6II. Tento proces dokončily po roce 1973 nově dodávané lokomotivy řady Ge 4/4 II. V roce 1984 bylo vyřazeno sedm lokomotiv a v následujícím roce další dvě. Zbylé lokomotivy byly nasazovány již zřídka. Stroje 414 a 415 zůstávají provozní a jsou využívány především pro vedení nostalgických vlaků.

## Popis
Lokomotiva se skládá ze tří částí – dvou podvozků s nízkými kapotami a lokomotivní skříně. Na rozdíl od normálněrozchodných krokodýlů přenáší lokomotivní skříň podélné síly. Na každém podvozku je uložen nad jalovým hřídelem jednofázový komutátorový trakční motor s cizí ventilací. Z jalového hřídele se přenášejí síly prostřednictvím šikmé spojnice na čep umístěný na spojnici druhé a třetí hnací nápravy. Tento čep je umístěn šikmo nad spojničním okem třetí nápravy. Všechna hnací dvojkolí podvozku jsou propojena spojnicemi. Toto provedení odpovídá řadě Ce 6/8III SBB. Lokomotiva nemá běhouny.
V lokomotivní skříni je umístěn vzduchem chlazený transformátor, ventilátor transformátoru, kompresor a měnič pro napájení nízkonapěťových obvodů. Dva pantografové sběrače proudu jsou umístěny na převislých koncích střechy, pod skříní se nachází hlavní vzduchojem.

## Přehled lokomotiv
| Číslo | Uvedení do provozu | Vyřazení | Další osud                                                                                                 |
| ----- | ------------------ | -------- | --- |
| 401   | 30.06.1921         | 1974     | 1975 po nehodě sešrotována                                                                                 |
| 402   | 11.07.1921         | 1985     | Vystavena ve Verkehrshausu v Luzernu                                                                       |
| 403   | 19.07.1921         | 1984     | sešrotována                                                                                                |
| 404   | 30.07.1921         | 1984     | sešrotována                                                                                                |
| 405   | 19.08.1921         | 1984     | sešrotována                                                                                                |
| 406   | 16.09.1921         | 1984     | vystavena v továrně BBC Oerlikon, 1999 pomník v továrně ABB Pratteln, od r. 2005 železniční muzeum Kerzers |
| 407   | 20.07.1922         | 1985     | nejprve Schweizerische Bankgesellschaft Zürich, od r. 1994 pomník u žst. Bergün/Bravuogn                   |
| 408   | 12.08.1922         | 1984     | sešrotována                                                                                                |
| 409   | 29.08.1922         | 1984     | sešrotována                                                                                                |
| 410   | 24.10.1922         | 1984     | sešrotována                                                                                                |
| 411   | 26.10.1925         | 2000     | po nehodě od roku 2001 vystavena v Deutsches Museu v Mnichově                                              |
| 412   | 27.11.1925         | 2008     | po poruše převodu vyřazena, sešrotována 2008                                                               |
| 413   | 17.06.1929         | 1993     | po poruše převodu vyřazena, sešrotována 1996                                                               |
| 414   | 25.06.1929         | --       | provozní                                                                                                   |
| 415   | 02.07.1929         | --       | provozní                                                                                                   |